# Średnia Kopa (Karkonosze)
Średnia Kopa (niem. Mittelberg, wysokość ok. 1230 m n.p.m.) – szczyt w głównej grani Karkonoszy. Znajduje się w Czarnym Grzbiecie, na wschód od szczytu Czarnej Kopy. Średnia Kopa położona jest na granicy polsko-czeskiej, na wschodzie góruje nad czeskim schroniskiem Jelenka.

## Szlaki turystyczne
- – niebieski szlak z rozdroża pod Śnieżką, Czarnym Grzbietem na Czarną i Średnią Kopę i dalej na Sowią Przełęcz[3].